# Daniel Schenkel
Daniel Schenkel (21. december 1813 — 19. maj 1885) var en schweizisk protestantisk teolog. 
Schenkel hørte oprindelig til de såkaldte mæglingsteologer, men blev mere og mere liberal og var bland andet 1863 medstifter af den radikale tyske Protestantenverein. 1838—41 var Schenkel privatdocent i Basel, 1841—49 præst i Schaffhausen, 1849—51 professor i Basel og fra 1851 professor i Heidelberg. 
Blandt hans mange skrifter må nævnes Das Wesen des Protestantismus, I—III (1846—51), Christliche Dogmatik, I—II (1858—59) og Charakterbild Jesu (1864). En årrække udgav han "Allgemeine Kirchenzeitung" og senere "Allgemeine kirchliche Zeitschrift". Han redigerede Bibellexikon, I—V (1869—75).